# 北越奇談

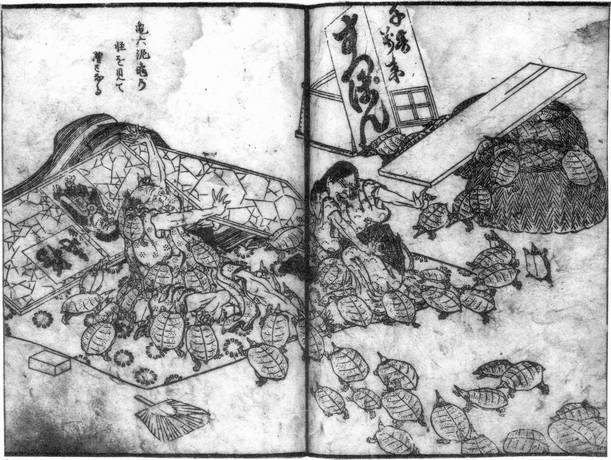
『北越奇談』より、葛飾北斎画「亀六泥亀の怪を見て僧となる」

『北越奇談』（ほくえつきだん）は、1812年（文化9年）に刊行された随筆集。全6巻。著者は越後国（現・新潟県）の文人・橘崑崙（たちばな こんろん）。校合・監修・序文は戯作者の柳亭種彦による。挿絵は大部分を浮世絵師の葛飾北斎が描き、崑崙自身も絵師としていくつかの下絵を描いている。

## 概要
北越地方の怪異談や、奇岩、怪石、植物などの博物学的記録などが内容の中心であり、特に4・5巻は「怪談」と題し、妖怪譚を中心として収録されている。
崑崙は必ずしも怪異・奇跡といったものを信じておらず、疑念を挟みながら、または娯楽的に、怪異なことは怪異なままとして扱っていたようで、竜などの伝説上のものを架空のものと割り切って書いている例も見られる。また、そうした怪異譚の中に織り交ざる形で、刊行までの約200年間にわたる北越地方一体の様子、人々の考え方なども読み取ることができる。
3巻では海保青陵による原稿が記載されているが、これは刊行年より7年も前のものであり、それだけに原稿が揃ってから出版に至るまでは約7年を要したと見られ、刊行はかなりの曲折をともなう大事業だったことが窺える。さらに、目録に「右前編6冊」と書かれていること、巻末に「北越奇談後編続出」と広告があることなどから、崑崙は後編を執筆する予定であったことをうかがわせるが、結局は後編は出版されず、後編分の草稿の有無も判明していない。
刊行当時としては崑崙は無名の人物であったのに対し、北斎は浮世絵師の代表といえ、種彦も新進の戯作者であった。こうした面々は、版元が無名の崑崙を売り出すために起用したものと考えられている。

## 北越雪譜と北越奇談
随筆家・鈴木牧之による『北越雪譜』（1837年）と本書は越後の2大奇書と呼ばれる。牧之は『北越雪譜』の執筆に向けての取材中に崑崙に会ったと自著『北海雪見行脚集』で述べており、年代も同じで感覚も似ていることから、『北越奇談』は『北越雪譜』の執筆の上での大きな参考にもなっている。
雪国の生活の厳しさを感じさせる『北越雪譜』に対し、『北越奇談』は娯楽物語としての趣向が強いため、江戸時代当時の人々の嗜好に合い、好んで受け入れられたという。しかしながら現代では、『北越雪譜』は牧之の遺した多くの資料によって研究が大きく進んでいることに対し、『北越奇談』は北斎の画を収めた書として価値が高いと注目されてはいるものの、随筆としての研究はそれほど進んでいない。これは崑崙が生没年不明の上、生涯の記録も少ない謎の人物ということが大きな要因と見られている。そのような多くの意味において、この2大奇書は対照的である。